# Ateryna zielona
Ateryna zielona (Atherinopsis californiensis) – gatunek ryby z rodziny Atherinopsidae, jedyny przedstawiciel rodzaju Atherinopsis.

## Występowanie
Pacyfik od Yaquina Bay w stanie Oregon w USA po południowe wybrzeża Kalifornii Dolnej w Meksyku.
Żyje w wodach przybrzeżnych oraz zatokach. Tworzy ławice.

## Cechy morfologiczne
Osiąga 40 – 45 cm długości. Ciało wydłużone, 50 – 54 kręgi. Na pierwszym łuku skrzelowym 18 – 44 wyrostki filtracyjne. W dwudzielnej płetwie grzbietowej 6 – 10 twardych i 11 – 14 miękkich promieni, w płetwie odbytowej 1 twardy i 21 – 26 miękkich promieni. W płetwach piersiowych 15 – 17 miękkich promieni, w płetwach brzusznych, zaczynających się przed pierwszą płetwą grzbietową, 1 twardy i 5 miękkich promieni.

## Rozród
Trze się od X do IV, przy brzegu, w pobliżu dna. Ziarenka ikry, o średnicy 1,7 – 2,3 mm, mają barwę żółtą lub żółtopomarańczową. Każde ziarenko ma 12 – 20 długich włókien, którymi skleja się z innymi ziarenkami. Ikra rozwija się około 18 dni. Larwy są planktoniczne. Żyje do 11 lat.

## Znaczenie
Ma znaczenie w rybołówstwie. Sprzedawana świeża.